# Rinconada del Pocito
En el paraje denominado La Rinconada del Departamento de Pocito en la Provincia de San Juan fue escenario de dos batallas entre unitarios y federales
A la parte sur de la Ciudad de San Juan se halla el rico Departamento del Pocito, con sus abundantes viñedos y grandes praderías de pastos artificiales. La extremidad sur de este Departamento es lo que se llama la Rinconada, cuya topografía es como sigue: A su derecha se extienden escarpadas lomadas y bajas ramificaciones de las Sierras de Zonda; á la izquierda, en la época de las batallas, se hallaba todo sembrado de ciénagas formadas por los desagües de las fincas del Pocito é infiltraciones del río San Juan, formando el Arroyo del Agua Negra, encenagando las tierras de la Majadita hasta Cochagual y terrenos circunvecinos, formando así una especie de valle estrecho entre aquellos dificultosos accidentes del terreno. 
La Rinconada del Pocito es un punto aparentemente estratégico para desarrollar una operación militar, pero verdaderamente inadecuado para desplegar un plan medianamente ajustado á las reglas del arte de la guerra.

## Primera Batalla de la Rinconada del Pocito
Se conoce como Primera Batalla de la Rinconada del Pocito al enfrentamiento del 9 de septiembre de 1825 entre tropas sanjuaninas y mendocinas que buscaban restituir al gobernador sanjuanino Salvador María del Carril destituido a raíz de la sanción de la Carta de Mayo por una conspiración religioso- militar y las tropas sediciosas sanjuaninas en el paraje conocido como La Rinconada en el actual municipio de Pocito

### Antecedentes

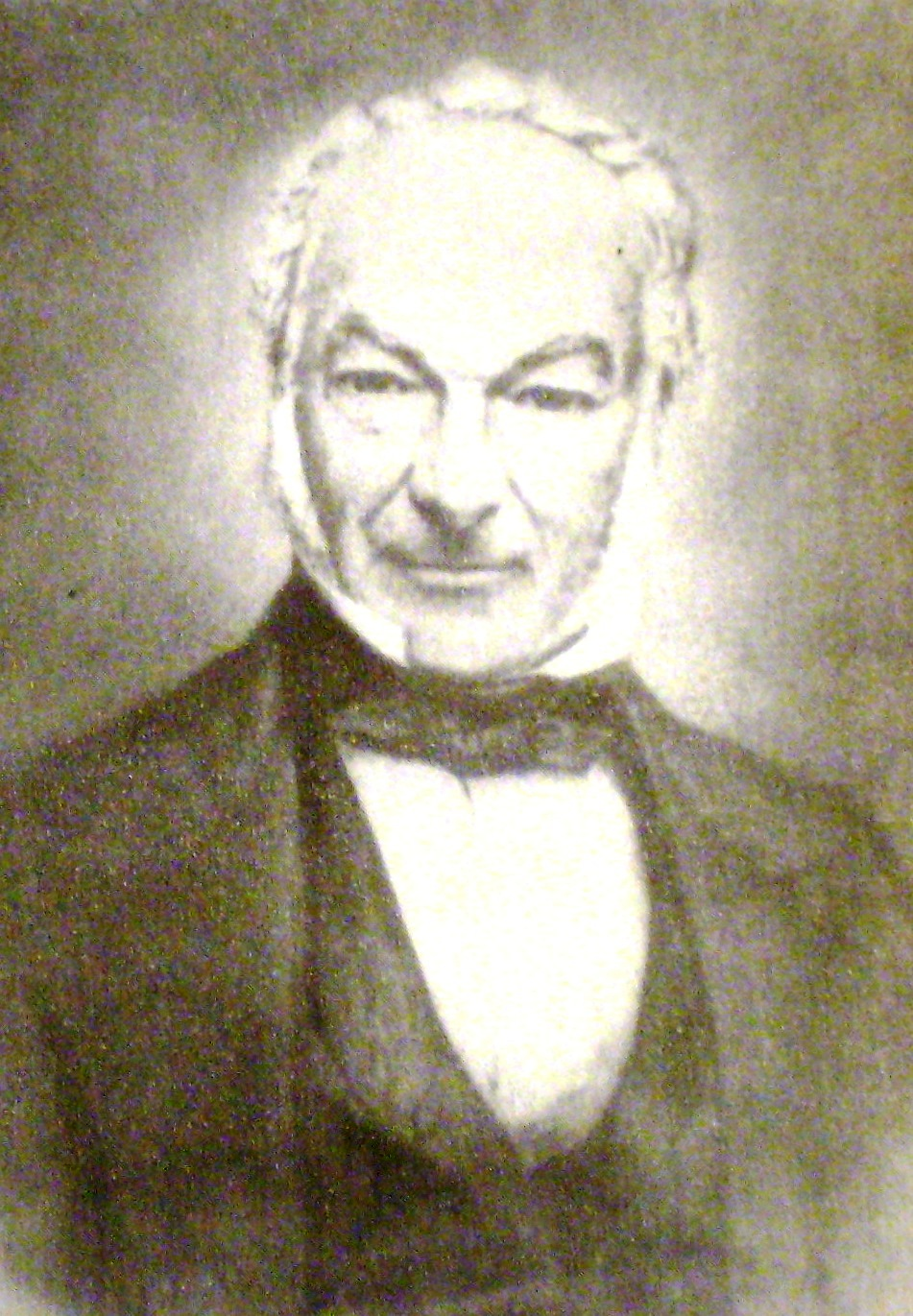
Salvador María del Carril.

Del Carril, gobernador de San Juan fue depuesto el 26 de julio de 1825 a raíz de la sanción de la Carta de Mayo. Fue hecho prisionero y luego liberado huyó a caballo a la provincia de Mendoza con un salvoconducto obtenido por el fraile dominico Roque Mallea, quien le informó que su vida corría peligro si permanecía en San Juan
En la ciudad de Mendoza requiere ayuda del gobierno local y se reúne con sus adeptos sanjuaninos logrando que la Legislatura mendocina autorice al Poder Ejecutivo 

"a intervenir en los asuntos de San Juan como crea conveniente."

Fernández Maradona, líder de los sediciosos y designado por ellos como nuevo gobernador de San Juan por su parte requiere el auxilio de Córdoba y envía a Mendoza a Timoteo Maradona en carácter de delegado quien es encarcelado al momento de su arribo.
La expedición militar para reponer el gobierno de San Juan marcha, previo compromiso de resarcir los gastos de la campaña una vez repuesto el gobierno, en dos columnas formada una por mendocinos a la orden del coronel José Félix Aldao acompañado por sus hermanos y otra del mismo Del Carril formada por sanjuaninos.

### Desarrollo
El enfrentamiento se dio en la localidad de La Rinconada, actual municipio de Departamento Pocito el día 9 de septiembre. Olazábal abandonó a los suyos y fue reemplazado en el comando por su segundo jefe presbítero Don Manuel Astorga donde luego de los primeros enfrentamientos se imponen las tropas de Aldao y los revolucionarios fugaron en desbandada. En horas de la tarde ya se hallan en la ciudad de San Juan restaurando a Del Carril como gobernador. 
La factura que pasó Mendoza ascendía a 19.104 pesos y 7,50 real plata boliviana, suma fuerte para esa época. Fue pagada por el gobierno de San Juan; algunos historiadores entienden que fue la Nación la que pagó ese importe.

### Consecuencias
Se restituyó a Del Carril en la gobernación de San Juan. Tres días después renunció voluntariamente asumiendo de modo provisorio la gobernación José Navarro quien persiguió y juzgó a los sediciosos.

## Segunda Batalla de la Rinconada del Pocito
Se conoce como "Segunda Batalla de la Rinconada del Pocito" o simplemente Batalla de la Rinconada (11 de enero de 1861) a la invasión promovida desde el Poder Ejecutivo Nacional, en ese entonces por Santiago Derqui; hacia la Provincia de San Juan.

### Antecedentes
En San Juan estaba gobernando Antonino Aberastain.
Las provincias estaban en una guerra civil por la pugna entre las Fuerzas Unitarias y Federales, que deseaban fervientemente imponerse a nivel Nacional. Es por esto que aún no existía la prohibición de Fuerzas Armadas Provinciales (en la actualidad sólo dependen del Estado Nacional)

### Desarrollo

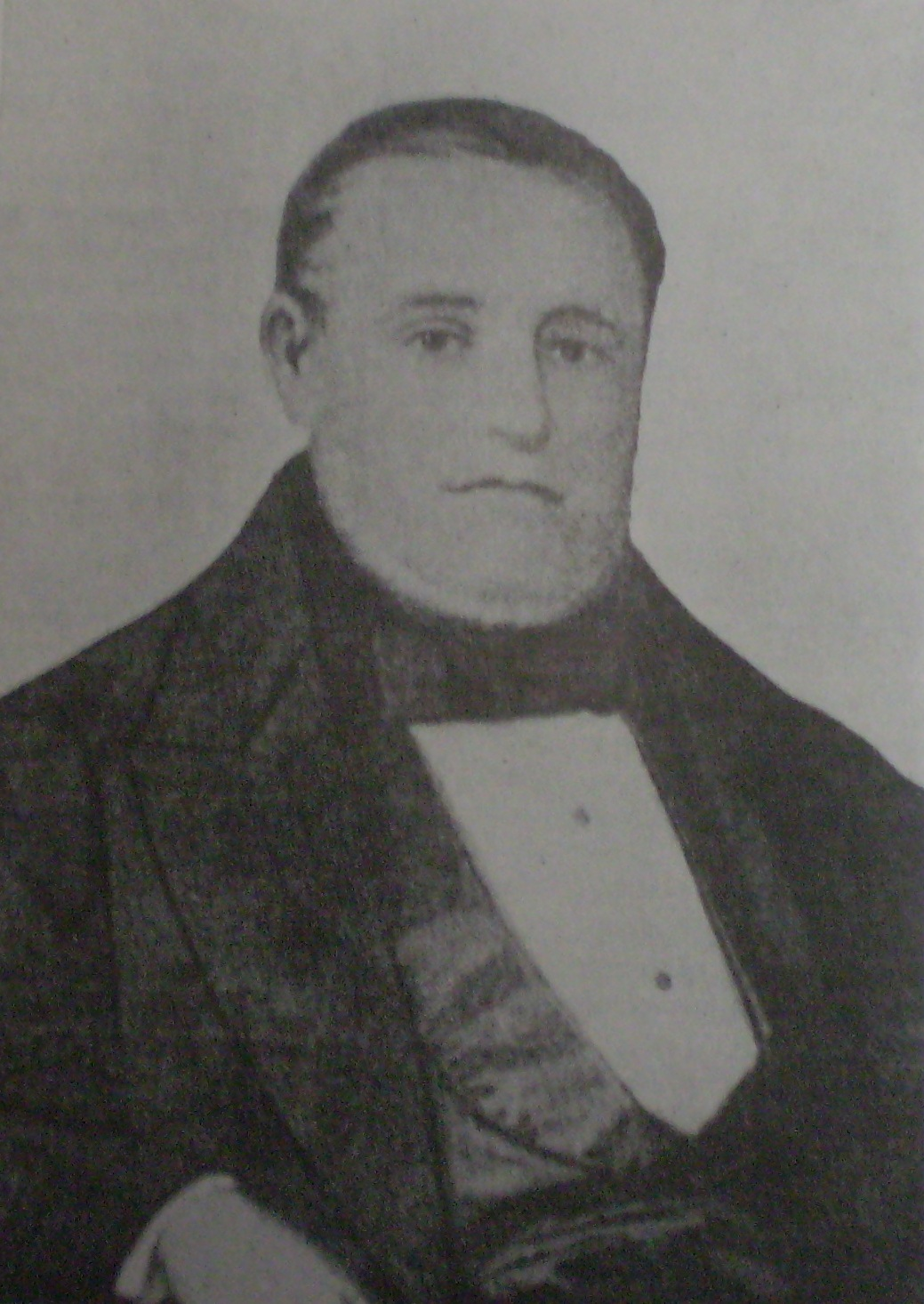
Antonino Aberastain.

La presidencia ordena la intervención en San Juan y deja la dirección del ataque a cargo de Juan Saá, quien marcha con tropas mayoritariamente mendocinas en dirección al límite entre San Luis y San Juan.
Saá da un ultimátum, que es contestado por Aberastain mientras improvisa un Ejército. Saá entonces avanza , y luego es encontrado por las fuerzas sanjuaninas en el distrito de La Rinconada, en el Departamento Pocito (unos 20 km al sur de la Ciudad Capital Provincial)
La batalla tiene una mediana duración, pero termina con la derrota total de las fuerzas sanjuaninas, y con el apresamiento de Antonino Aberastain.
Decenas de oficiales, incluyendo Aberastain, quedaron bajo la custodia del coronel Francisco Clavero, que los maltrató físicamente. Temiendo una rebelión o intento de fuga de los mismos, al día siguiente Clavero ordenó el fusilamiento de Aberastain. Su muerte ocurrió en el distrito de Villa Aberastain (actuales Calle 10 y Avenida Mendoza), donde actualmente hay un monumento conmemorativo.

### Consecuencias
El asesinato brutal del Gobernador sanjuanino repercutió en el gobierno, ya que figuras de peso político repudiaron el hecho, entre ellos Justo José de Urquiza y Domingo Faustino Sarmiento (quien era amigo íntimo del fallecido Aberastain)
Las disputas recrudecerán hasta llevar a la denominada Batalla de Pavón, con la consecuente unificación del país.
La heroica lucha de Aberastain será tenida en cuenta luego, para la reafirmación de las autonomías provinciales como pilar fundamental para el federalismo.